# Немировський Андрій Володимирович
Андрій Володимирович Немировський (нар. 30 жовтня 1981, Львів) — український підприємець, виконавчий директор компанії-імпортера "Регно Італія УА", меценат, волонтер, голова правління БО "Центр Волонтерства та Захисту", член опікунської ради "Української академії лідерства", співзасновник логістичного центру "PORT Lviv Logistic Center". 

## Освіта
- 1987-1997 - навчання у Середній загальноосвітній школі № 84 імені Блаженної Йосафати Гордашевської (м. Львів).

- 1997-1999 - навчання у Львівському ліцеї менеджменту.

- 1999 - початок навчання у Львівській комерційній академії.[4]

- 2002 - завершивши 3-й курс ЛКА, поїхав навчатись та працювати у Лондон (Велика Британія).

- 2006 - з відзнакою закінчив магістратуру ЛКА за спеціальністю "економічна кібернетика", факультет менеджменту.

- З грудня 2020 по вересень 2021 - навчання у Києво-Могилянській бізнес-школі.
- З 2021 року - член опікунської ради Української академії лідерства (м. Львів).

## Підприємницька діяльність
- 2009 - заснував свій перший ресторан «Крейзі Таун».
- 2009 - відкрив мережу магазинів одягу у Львові.
- 30.04 2014 року - разом з партнерами заснував “Регно Італія УА” (Regno) – ексклюзивну компанію-імпортера відомих світових брендів алкоголю та делікатесів на український ринок (Fiorelli, Valdo, Kaserei Champignon, Landana та інших)[5]. Зараз компанія тісно співпрацює із виробниками, має чітко налагоджену систему логістики, здійснює регулярні постачання продукції. Головний офіс компанії Regno розташований у Львові, філії – у Києві, Одесі та Харкові. Продукцію компанії Regno можна придбати в найбільших національних та регіональних мережах України. Співпрацює з сектором HoReCa. [6]
- З 2016 року компанія Regno є ексклюзивним імпортером італійського бренду ігристих вин та напоїв Fiorelli на українському ринку..
- 7.04 2020 - Співзасновник найбільшого логістичного центру на Заході України “PORT Lviv Logistic Center”[3].

## Волонтерська діяльність
24 лютого 2022 року Андрій Немировський спільно з партнерами та активістами організував у Львові перші прихистки для українців, які були змушені залишити свої домівки і рятуватись від війни.. Згодом була заснована велика благодійна організація “Центр Волонтерства та Захисту” (ЦВЗ). 
Це найбільший в Україні гуманітарний хаб, який працює за принципами ООН, надає допомогу медичним закладам і цивільному населенню, займається відбудовою житлових та соціальних об’єктів, пошкоджених війною. На сьогодні ЦВЗ має два головні логістичні хаби (в Україні та Польщі) і 8 регіональних, а за час великої війни надав допомоги на понад $150 млн (в еквіваленті наданої гуманітарної допомоги).. Серед партнерів ЦВЗ – Український католицький університет, «Нова пошта», Binance, Philips, «ПриватБанк» та інші.
Центр має сучасну та повністю прозору структуру корпоративного управління, яка включає незалежну наглядову раду та професійну ревізійну комісію, де рішення приймається колегіально більшістю голосів.
Андрій Немировський курує проєкт «Відбудова» (ініціатива з відновлення соціальних та житлових об'єктів на прифронтових та деокупованих територіях). У «Відбудови» амбітна мета – до кінця 2023 року забезпечити первинне відновлення будинків для 500 сімей, які мешкають у напівзруйнованих чи пошкоджених будинках Херсонщини, Харківщини, Чернігівщини, Миколаївщини. 
Головна місія проєкту – стати тим клеєм, який скріпить співпрацю донорів, як-от Червоний Хрест та інші міжнародні організації, і соціально відповідальних українських бізнесів. І завдяки цій співпраці допомогти якомога більшій кількості людей перезимувати у власних будинках. Серед партнерів проєкту – німецький завод Baumit, який допомагає з будівельними сумішами. Червоний Хрест надає частину матеріалів – шифер та дерево. ЦВЗ співпрацює із громадською організацією "Будуємо Україну разом" - фонд забезпечує будівельні матеріали, а БУР організовує бригаду будівельників. За такою схемою у прифронтовому регіоні триває відновлення госпіталю для військових на 1,2 тис. кв. м.
Опікується та фінансує створення у Львові “Горіхового дому” - комфортного центру для тимчасового проживання та реабілітації жінок зі складними життєвими обставинами, які потребують допомоги та опіки. У центрі одночасно зможуть проживати 20 жінок, терміном до 6 місяців.
- З 2021 року по нині - член опікунської ради Української академії лідерства (м. Львів).

## Особисте життя
Виховує двох дітей з дружиною Маріанною Білик (член правління БО "Центр Волонтерства та Захисту" , власниця стоматологічної клініки «БІШ КОМПАНІ», президент Асоціації імплантологів України, член Європейської асоціації остеоінтеграції). 